# NGC 4059
NGC 4059 (ook: NGC 4070) is een elliptisch sterrenstelsel in het sterrenbeeld Hoofdhaar. Het hemelobject werd op 27 april 1785 ontdekt door de Duits-Britse astronoom William Herschel.

## Synoniemen
- UGC 7052
- MCG 4-29-9
- ZWG 128.9
- PGC 38169